# Orazio Gonzaga
Orazio Gonzaga (Orazio di Solferino) (Castel Goffredo, 1545 – Mantova, 13 gennaio 1587) è stato un nobile italiano, marchese di Solferino.

## Biografia

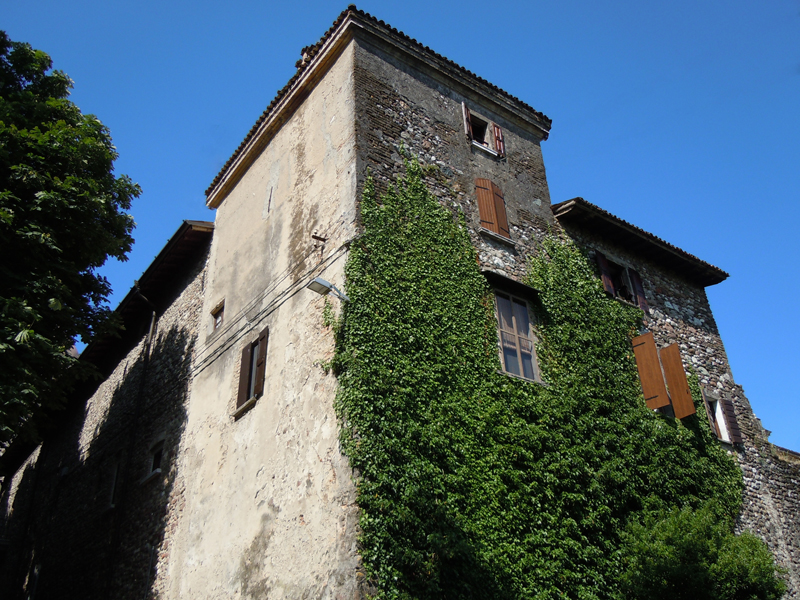
Solferino, Castello di Orazio Gonzaga

Figlio terzogenito di Aloisio Gonzaga e di Caterina Anguissola, nacque a Castel Goffredo nel 1545.
Alla morte del padre nel 1549, divenne signore di Solferino ereditando i cospicui possedimenti terrieri, tra cui Palazzo Secco-Pastore e Corte San Lazzaro a San Martino Gusnago. Il 20 marzo 1559 ottenne, tramite il nunzio Alessandro Pomello, l'investitura da parte dell'imperatore Ferdinando I d'Asburgo per il feudo di Solferino.

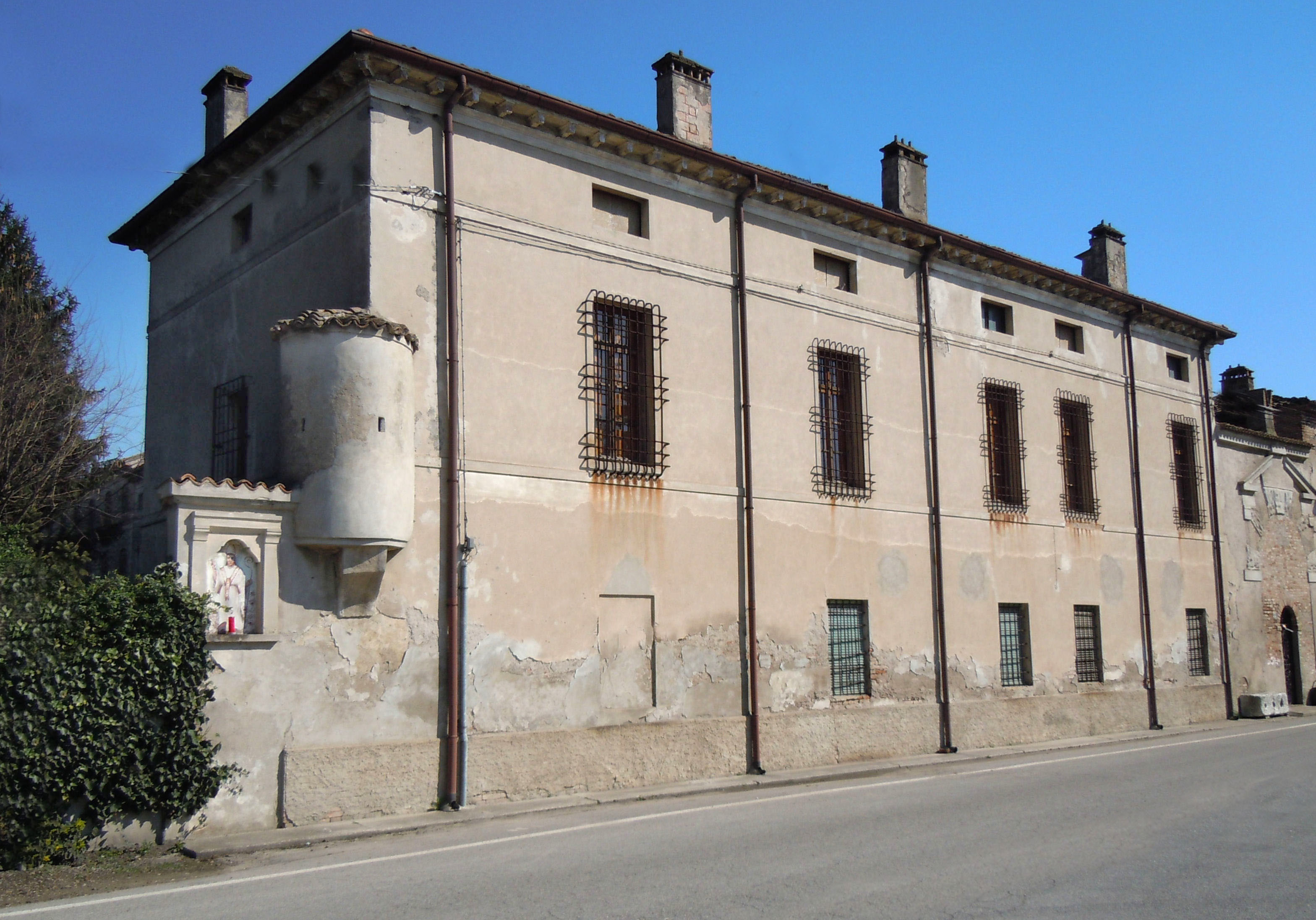
San Martino Gusnago, Corte San Lazzaro

Nel 1565 circa iniziò la costruzione a Solferino del proprio castello, che venne parzialmente terminato nel 1574, divenendo la propria residenza.
Tra il 1566 e il 1580 partecipò ad alcune campagne militari, tra cui l'assedio di Sighet, organizzato dall'imperatore Massimiliano II contro Solimano il Magnifico.
Sposò nel 1568 Paola Martinengo delle Palle (?-1574) di Padernello, figlia del conte Pietro II, morta prematuramente nel 1574 senza avergli dato figli.
Nel 1570 combatté per la Serenissima contro i Turchi, battaglia cui partecipò anche Ascanio de' Mori da Ceno.
Nel 1574 lasciò per testamento a Vincenzo I Gonzaga, duca di Mantova, il feudo di Solferino e al fratello Alfonso una parte dei suoi beni, escludendo l'altro fratello Ferrante dall'eredità. Ciò provocò alla sua morte, avvenuta nel 1587 nella sua casa di Mantova, accudito dall'amico poeta Ascanio de' Mori da Ceno, una crisi acuta tra Castiglione e Mantova, che venne risolta dall'imperatore riconoscendo ai "Gonzaga di Castiglione" la successione al feudo. Fu investito il nipote Cristierno Gonzaga.

## Ascendenza
|                         |                     |                            | Genitori                       |  |  | Nonni |  |  | Bisnonni            |  |  | Trisnonni               |  |
|                         |                     |                            |                                |  |  |       |  |  | Ludovico II Gonzaga |  |  | Gianfrancesco I Gonzaga |  |
|                         |                     |                            |                                |  |  |       |  |  | Ludovico II Gonzaga |  |  | Gianfrancesco I Gonzaga |  |
|                         |                     | Paola Malatesta            |                                |  |  |       |  |  | Ludovico II Gonzaga |  |  |                         |  |
| Rodolfo Gonzaga         |                     |                            |                                |  |  |       |  |  | Ludovico II Gonzaga |  |  |                         |  |
|                         |                     | Barbara di Brandeburgo     | Giovanni l'Alchimista          |  |  |       |  |  |                     |  |  |                         |  |
|                         |                     | Barbara di Brandeburgo     | Giovanni l'Alchimista          |  |  |       |  |  |                     |  |  |                         |  |
|                         |                     | Barbara di Brandeburgo     | Barbara di Sassonia-Wittenberg |  |  |       |  |  |                     |  |  |                         |  |
| Aloisio Gonzaga         |                     | Barbara di Brandeburgo     |                                |  |  |       |  |  |                     |  |  |                         |  |
|                         |                     | Gianfrancesco I Pico       | Giovanni I Pico                |  |  |       |  |  |                     |  |  |                         |  |
|                         |                     | Gianfrancesco I Pico       | Giovanni I Pico                |  |  |       |  |  |                     |  |  |                         |  |
|                         |                     | Gianfrancesco I Pico       | Caterina Bevilacqua            |  |  |       |  |  |                     |  |  |                         |  |
| Caterina Pico           |                     | Gianfrancesco I Pico       |                                |  |  |       |  |  |                     |  |  |                         |  |
|                         |                     | Giulia Boiardo             | Feltrino Boiardo               |  |  |       |  |  |                     |  |  |                         |  |
|                         |                     | Giulia Boiardo             | Feltrino Boiardo               |  |  |       |  |  |                     |  |  |                         |  |
|                         |                     | Giulia Boiardo             | Guiduccia da Correggio         |  |  |       |  |  |                     |  |  |                         |  |
| Orazio Gonzaga          |                     | Giulia Boiardo             |                                |  |  |       |  |  |                     |  |  |                         |  |
|                         | Giovanni Anguissola | Bernardo Anguissola        |                                |  |  |       |  |  |                     |  |  |                         |  |
|                         | Giovanni Anguissola | Bernardo Anguissola        |                                |  |  |       |  |  |                     |  |  |                         |  |
|                         | Giovanni Anguissola | Sveva Sanseverino          |                                |  |  |       |  |  |                     |  |  |                         |  |
| Gian Giacomo Anguissola | Giovanni Anguissola |                            |                                |  |  |       |  |  |                     |  |  |                         |  |
|                         |                     | Caterina Torelli           | Cristoforo II Torelli          |  |  |       |  |  |                     |  |  |                         |  |
|                         |                     | Caterina Torelli           | Cristoforo II Torelli          |  |  |       |  |  |                     |  |  |                         |  |
|                         |                     | Caterina Torelli           | Ippolita Sanseverino d'Aragona |  |  |       |  |  |                     |  |  |                         |  |
| Caterina Anguissola     |                     | Caterina Torelli           |                                |  |  |       |  |  |                     |  |  |                         |  |
|                         |                     | Daniele II Radini Tedeschi | Lazzaro Radini Tedeschi        |  |  |       |  |  |                     |  |  |                         |  |
|                         |                     | Daniele II Radini Tedeschi | Lazzaro Radini Tedeschi        |  |  |       |  |  |                     |  |  |                         |  |
|                         |                     | Daniele II Radini Tedeschi | Ermellina Grassi               |  |  |       |  |  |                     |  |  |                         |  |
| Angela Radini Tedeschi  |                     | Daniele II Radini Tedeschi |                                |  |  |       |  |  |                     |  |  |                         |  |
|                         |                     | Caterina Panichi           | ..                             |  |  |       |  |  |                     |  |  |                         |  |
|                         |                     | Caterina Panichi           | ..                             |  |  |       |  |  |                     |  |  |                         |  |
|                         |                     | Caterina Panichi           | ...                            |  |  |       |  |  |                     |  |  |                         |  |
|                         |                     | Caterina Panichi           |                                |  |  |       |  |  |                     |  |  |                         |  |

## Genealogia
|            |            |                                             |                                             |                 |                           |                           |                     |                     |                     |       |       |        |                     |                          |                          |                     |                     |                                   |                                   |                       |                       |
|            |            |                                             |                                             |                 |                           |                           |                     |                     | Rodolfo (1452-1495) |       |       |        |                     |                          |                          |                     |                     |                                   |                                   |                       |                       |
|            |            |                                             |                                             |                 |                           |                           |                     |                     |                     |       |       |        |                     |                          |                          |                     |                     |                                   |                                   |                       |                       |
|            |            |                                             |                                             |                 |                           |                           |                     |                     |                     |       |       |        |                     |                          |                          |                     |                     |                                   |                                   |                       |                       |
|            |            |                                             |                                             |                 | Gianfrancesco (1488-1525) | Gianfrancesco (1488-1525) |                     |                     |                     |       |       |        | Aloisio (1494-1549) | Aloisio (1494-1549)      |                          |                     |                     |                                   |                                   |                       |                       |
|            |            |                                             |                                             |                 |                           |                           |                     |                     |                     |       |       |        |                     |                          |                          |                     |                     |                                   |                                   |                       |                       |
|            |            |                                             |                                             |                 |                           |                           |                     |                     |                     |       |       |        |                     |                          |                          |                     |                     |                                   |                                   |                       |                       |
|            |            |                                             |                                             |                 | Ramo di Luzzara ·         | Ramo di Luzzara ·         | Alfonso (1541-1592) | Alfonso (1541-1592) |                     |       |       |        |                     |                          |                          | Orazio (1545-1587)  | Orazio (1545-1587)  |                                   | Ferrante (1544-1586)              | Ferrante (1544-1586)  |                       |
|            |            |                                             |                                             |                 |                           |                           |                     |                     |                     |       |       |        |                     |                          |                          |                     |                     |                                   |                                   |                       |                       |
|            |            |                                             |                                             |                 |                           |                           |                     |                     |                     |       |       |        |                     |                          |                          |                     |                     |                                   |                                   |                       |                       |
| Ferdinando | Ferdinando | Caterina 1 sp. Carlo Trivulzio (1574-1615?) | Caterina 1 sp. Carlo Trivulzio (1574-1615?) | Giulia (1576-?) | Giulia (1576-?)           | Ginevra (1578-?)          | Ginevra (1578-?)    | Giovanna            | Giovanna            | Maria | Maria | Luigia | Luigia              | Luigi (naturale, 1550-?) | Luigi (naturale, 1550-?) | Ramo di Solferino · | Ramo di Solferino · | Rodolfo (1569-1593)               | Rodolfo (1569-1593)               | Francesco (1577-1616) | Francesco (1577-1616) |
|            |            |                                             |                                             |                 |                           |                           |                     |                     |                     |       |       |        |                     |                          |                          |                     |                     |                                   |                                   |                       |                       |
|            |            |                                             |                                             |                 |                           |                           |                     |                     |                     |       |       |        |                     |                          |                          |                     |                     |                                   |                                   |                       |                       |
|            |            |                                             |                                             |                 |                           |                           |                     |                     |                     |       |       |        |                     |                          |                          |                     |                     | Ramo di Castel Goffredo (estinto) | Ramo di Castel Goffredo (estinto) | Ramo di Castiglione · | Ramo di Castiglione · |